# ماساکازو سنوما
ماساکازو سنوما (انگلیسی: Masakazu Senuma؛ زادهٔ ۷ سپتامبر ۱۹۷۸) بازیکن فوتبال اهل ژاپن است.
از باشگاه‌هایی که در آن بازی کرده‌است می‌توان به باشگاه فوتبال ویسل کوبه و باشگاه فوتبال توکیو وردی اشاره کرد.